# بطولة العالم للسباحة البارالمبية 2022
أُقيمت بطولة العالم للسباحة البارالمبية 2022 في ماديرا من 12 إلى 18 يونيو. تُعد هذه البطولة النسخة الحادية عشرة من بطولة العالم للسباحة البارالمبية، وهي مسابقة مخصصة للرياضيين ذوي الاحتياجات الخاصة.
كان من المقرر في الأصل أن تقام المسابقة في عام 2021، إلا أنه تغير موعد البطولة إلى صيف عام 2022 بسبب تأجيل دورة الألعاب البارالمبية في طوكيو من عام 2020 إلى عام 2021. شارك في الحدث 488 رياضيًا من 59 دولة.

## الدول المشاركة
مُنعت روسيا وبيلاروسيا من حضور جميع المسابقات الدولية بسبب الغزو الروسي لأوكرانيا في عام 2022 . ولم تُشارك الصين أيضًا.
- الأرجنتين (19)
- أستراليا (20)
- النمسا (4)
- أذربيجان (2)
- بلجيكا (3)
- البرازيل (29)
- كندا (30)
- تشيلي (6)
- كولومبيا (11)
- كوستاريكا (1)
- كرواتيا (3)
- قبرص (1)
- التشيك (8)
- الدنمارك (1)
- جمهورية الدومينيكان (2)
- الإكوادور (1)
- مصر (5)
- إستونيا (2)
- فنلندا (4)
- فرنسا (12)
- جورجيا (2)
- ألمانيا (11)
- بريطانيا العظمى (28)
- اليونان (12)
- المجر (7)
- آيسلندا (5)
- الهند (6)
- أيرلندا (5)
- إسرائيل (6)
- إيطاليا (23)
- اليابان (16)
- كازاخستان (4)
- قرغيزستان (2)
- لاتفيا (1)
- ليتوانيا (2)
- ماليزيا (2)
- المكسيك (26)
- ناميبيا (1)
- هولندا (8)
- نيوزيلندا (5)
- النرويج (1)
- بنما (1)
- بيرو (2)
- بولندا (13)
- البرتغال (10)
- صربيا (1)
- سنغافورة (4)
- سلوفاكيا (3)
- جنوب إفريقيا (4)
- كوريا الجنوبية (4)
- إسبانيا (37)
- السويد (5)
- سويسرا (2)
- تايلاند (6)
- تركيا (7)
- أوكرانيا (23)
- الولايات المتحدة (23)
- أوزبكستان (5)
- فنزويلا (2)

## الجدول الزمني
المربعات الأرجوانية تشير إلى الجولات النهائية المقررة.
| التاريخ→                   | التاريخ→         | 12 الأحد   | 13 الإثنين          | 14 الثلاثاء         | 15 الأربعاء             | 16 الخميس           | 17 الجمعة               | 18 السبت                |
| -------------------------- | ---------------- | ---------- | ------------------- | ------------------- | ----------------------- | ------------------- | ----------------------- | ----------------------- |
| 50 متر سباحة حرة           | الرجال التفاصيل  | S5 S10 S11 |                     | S12                 |                         | S3 S4 S6 S8 S13     | S7                      | S9                      |
| 50 متر سباحة حرة           | السيدات التفاصيل | S5 S10 S11 |                     | S12                 |                         | S3 S4 S6 S8 S13     | S7                      | S9                      |
| 100 متر سباحة حرة          | الرجال التفاصيل  |            | S4 S6               | S13                 | S8 S9                   | S11 S12             | S10                     | S3 S5 S7                |
| 100 متر سباحة حرة          | السيدات التفاصيل |            | S4 S6               | S13                 | S8 S9                   | S11 S12             | S10                     | S3 S5 S7                |
| 200 متر سباحة حرة          | الرجال التفاصيل  | S14        |                     |                     | S2                      |                     | S3 S5                   | S4                      |
| 200 متر سباحة حرة          | السيدات التفاصيل | S14        |                     |                     |                         |                     | S5                      | S4                      |
| 400 متر سباحة حرة          | الرجال التفاصيل  | S8         | S7                  | S10                 | S6                      | S9                  | S13                     | S11                     |
| 400 متر سباحة حرة          | Women التفاصيل   | S8         | S7                  | S10                 | S6                      | S9                  | S13                     | S11                     |
| 50 متر سباحة على الظهر     | الرجال التفاصيل  |            | S5                  |                     | S3 S4                   |                     | S1 S2                   |                         |
| 50 متر سباحة على الظهر     | السيدات التفاصيل |            | S5                  |                     | S3 S4                   |                     | S2                      |                         |
| 100 متر سباحة على ظهر      | الرجال التفاصيل  | S6 S12     | S8 S14              | S1 S2               | S7 S13                  |                     | S9 S11                  | S10                     |
| 100 متر سباحة على ظهر      | السيدات التفاصيل | S6 S12     | S8 S14              | S2                  | S7 S13                  |                     | S9 S11                  | S10                     |
| سباحة صدر 50 متر           | الرجال التفاصيل  | SB2 SB3    |                     |                     |                         |                     |                         | SB3                     |
| سباحة صدر 50 متر           | السيدات التفاصيل | SB2 SB3    |                     |                     |                         |                     |                         | SB3                     |
| 100 متر سباحة صدر          | الرجال التفاصيل  | SB4 SB9    | SB13                | SB7 SB11 SB14       | SB12                    |                     | SB6                     | SB8                     |
| 100 متر سباحة صدر          | السيدات التفاصيل | SB4 SB9    | SB13                | SB7 SB11 SB14       | SB12                    | SB5                 | SB6                     | SB8                     |
| فراشة 50 متر               | الرجال التفاصيل  |            |                     | S5                  |                         | S7                  |                         | S6 S14                  |
| فراشة 50 متر               | السيدات التفاصيل |            |                     | S5                  |                         | S7                  |                         | S6 S14                  |
| 100 متر فراشة              | الرجال التفاصيل  | S13        | S11 S12             | S8 S9               |                         | S10                 |                         |                         |
| 100 متر فراشة              | السيدات التفاصيل | S13        |                     | S8 S9               |                         | S10                 |                         |                         |
| 150 متر سباحة فردية متنوعة | الرجال التفاصيل  |            | SM3                 | SM4                 |                         |                     |                         |                         |
| 150 متر سباحة فردية متنوعة | السيدات التفاصيل |            | SM3                 |                     |                         |                     |                         |                         |
| 200 متر سباحة فردية متنوعة | الرجال التفاصيل  | SM7        | SM9 SM10            | SM6                 | SM5 SM11                | SM14                | SM8                     | SM13                    |
| 200 متر سباحة فردية متنوعة | السيدات التفاصيل | SM7        | SM9 SM10            | SM6                 | SM5 SM11                | SM14                | SM8                     | SM13                    |
| سباق تتابع                 | التفاصيل         |            | Mixed 4x50m (20pts) |                     | Mixed 4 × 100 m (S14)   |                     | Mixed 4 × 100 m (49pts) | Mixed 4 × 100 m (34pts) |
| تتابع متنوع                | التفاصيل         |            |                     | Mixed 4x50m (20pts) | Mixed 4 × 100 m (49pts) | Mixed 4x50m (34pts) | Mixed 4 × 100 m (S14)   |                         |

## الحائزين على ميداليات متعددة
قائمة الرجال والنساء الحاصلين على الميداليات المتعددة الذين فازوا بثلاث ميداليات ذهبية أو خمس ميداليات بشكل عام في المنافسات الرياضية.

### الرجال
| الاسم                       | البلد            | الميدالية                                                      | المسابقات |
| --------------------------- | ---------------- | -------------------------------------------------------------- | --- |
| ستيفانو ريموندي ‏            | إيطاليا          | ذهبية · ذهبية · ذهبية · ذهبية · ذهبية · ذهبية · فضية · برونزية | 100 متر سباحة على الظهر للرجال S10 100 متر سباحة صدر للرجال SB9 100 متر سباحة فراشة للرجال S10 200 متر فردي متنوع للرجال SM10 400 متر سباحة حرة للرجال S10 مختلط 4 × 100 متر تتابع حر 34 نقطة 100 متر سباحة حرة للرجال S10 50 متر سباحة حرة للرجال S10 |
| روجير دورسمان ‏              | هولندا           | ذهبية · ذهبية · ذهبية · ذهبية · ذهبية · فضية · فضية            | سباحة الصدر 100 متر للرجال SB11 200 متر فردي متنوع للرجال SM11 50 متر سباحة حرة للرجال S11 100 متر سباحة حرة للرجال S11 400 متر سباحة حرة للرجال S11 100 متر سباحة فراشة للرجال S11 100 متر سباحة على الظهر للرجال S11                                 |
| صموييل دا سيلفا دي أوليفيرا | البرازيل         | ذهبية · ذهبية · ذهبية · فضية · فضية                            | 50 متر سباحة على الظهر للرجال S5 50 متر سباحة فراشة للرجال S5 مختلط 4 × 50 متر تتابع حر 20 نقطة 200 متر فردي متنوع للرجال SM55 50 متر سباحة حرة للرجال S5                                                                                              |
| أنطونيو فانتين ‏             | إيطاليا          | ذهبية · ذهبية · ذهبية · ذهبية · برونزية · برونزية              | 50 متر سباحة حرة للرجال S6 100 متر سباحة حرة للرجال S6 400 متر سباحة حرة للرجال S6 100 متر سباحة على الظهر للرجال S6 مختلط 4 × 50 متر تتابع حر 20 نقطة                                                                                                 |
| روبرت جريسوولد ‏             | الولايات المتحدة | ذهبية · ذهبية · ذهبية · فضية · برونزية                         | 100متر سباحة على الظهر للرجال S8 100 متر سباحة فراشة للرجال S8 200 متر فردي متنوع للرجال SM8 100 متر سباحة حرة للرجال S8 400 متر سباحة حرة للرجال S8                                                                                                   |
| سيمون بارلام ‏               | إيطاليا          | ذهبية · ذهبية · ذهبية · ذهبية · ذهبية · ذهبية                  | 100 متر سباحة على الظهر للرجال S9 100متر سباحة فراشة للرجال S9 50 متر سباحة حرة للرجال S9 100 متر سباحة حرة للرجال S9 400 متر سباحة حرة للرجال S9 مختلط 4 × 100 متر تتابع حر 34 نقطة                                                                   |
| أندريه تروسوف ‏              | أوكرانيا         | ذهبية · ذهبية · ذهبية · ذهبية · برونزية · برونزية              | 100 متر سباحة على الظهر للرجال S7 50 متر سباحة فراشة للرجال S7 50 متر سباحة حرة للرجال S7 100 متر سباحة حرة للرجال S7 200 متر فردي متنوع للرجال SM7 400 متر سباحة حرة للرجال S7                                                                        |
| غابرييل بانديرا ‏            | البرازيل         | ذهبية · ذهبية · ذهبية · فضية · برونزية · برونزية               | 100متر سباحة فراشة للرجال S14 200 متر سباحة حرة للرجال S14 200 متر فردي متنوع للرجال SM14 100 متر سباحة على الظهر للرجال S14 مختلط 4 × 100 متر تتابع حر S14 مختلط 4 × 100 متر تتابع متنوع S14                                                          |
| خيسوس هيرنانديز هيرنانديز ‏  | المكسيك          | ذهبية · ذهبية · ذهبية · فضية · فضية · برونزية                  | 150 متر فردي متنوع للرجال SM3 100 متر سباحة حرة للرجال S3 200 متر سباحة حرة للرجال S3 50 متر سباحة على ظهر للرجال S3 50 متر سباحة حرة للرجال S3 سباحة الصدر 50 م للرجال SB2                                                                            |
| فرانشيسكو بوتشياردو ‏        | إيطاليا          | ذهبية · ذهبية · ذهبية · فضية                                   | 100 متر سباحة حرة للرجال S5 200 متر سباحة حرة للرجال S5 50 متر سباحة حرة للرجال S5 مختلط 4 × 50 م تتابع متنوع 20 نقطة |
| عامي عمر دادون ‏             | إسرائيل          | ذهبية · ذهبية · ذهبية                                          | 150 متر فردي متنوع للرجال SM4 200 متر سباحة حرة للرجال S4 50 متر سباحة حرة للرجال S4 |
| غابرييل أراوجو ‏             | البرازيل         | ذهبية · ذهبية · ذهبية                                          | 50 متر سباحة على الظهر للرجال S2 100متر سباحة على الظهر للرجال S2 200 متر سباحة حرة للرجال S2 |
| أنتوني بونس برتران ‏         | إسبانيا          | ذهبية · ذهبية · فضية · فضية · فضية · برونزية                   | 100 متر سباحة صدر للرجال SB5 200 متر فردي متنوع للرجال SM5 100 متر سباحة حرة للرجال S5 200 متر سباحة حرة للرجال S5 50 متر سباحة على الظهر للرجال S5 مختلط 4 × 50 م تتابع متنوع 20 نقطة                                                                 |
| نيلسون كريسبين ‏             | كولومبيا         | ذهبية · ذهبية · فضية · فضية · فضية                             | 100 متر سباحة صدر للرجال SB6 200 متر فردي متنوع للرجال SM6 100 متر سباحة حرة للرجال S6 50 متر سباحة فراشة للرجال S6 50 متر سباحة حرة للرجال S6 |
| كارلوس سيرانو زاراتي ‏       | كولومبيا         | ذهبية · ذهبية · فضية · فضية · برونزية                          | سباحة الصدر 100 متر للرجال SB7 200 متر فردي متنوع للرجال SM7 50 متر سباحة فراشة للرجال S7 50 متر سباحة حرة للرجال S7 100 متر سباحة حرة للرجال S7 |

### السيدات
| الاسم                         | البلد            | الميداليات                                            | المسابقات |
| ----------------------------- | ---------------- | ----------------------------------------------------- | --- |
| ليان سميث                     | الولايات المتحدة | ذهبية · ذهبية · ذهبية · ذهبية · ذهبية · ذهبية · ذهبية | سباق 150 متر فردي متنوع للسيدات SM3 سباحة على الظهر 50 متر للسيدات ج3 سباحة الصدر 50 متر للسيدات S3 50 متر سباحة حرة للسيدات S3 100 متر سباحة حرة للسيدات S3 مختلط 4 × 50 متر تتابع متنوع 20 نقطة مختلط 4 × 100 متر تتابع متنوع S14      |
| ماريا كارولينا غوميز سانتياغو | البرازيل         | ذهبية · ذهبية · ذهبية · ذهبية · ذهبية · ذهبية · فضية  | سباحة الصدر 100 متر للسيدات SB12 100 متر سباحة فراشة للسيدات S12 50 متر سباحة حرة للسيدات S12 100 متر سباحة حرة للسيدات S12 مختلط 4 × 100 متر تتابع متنوع 49 نقطة مختلط 4 × 100 متر تتابع حر 49 نقطة 100 متر سباحة على الظهر للسيدات S12 |
| بيثاني فيرث ‏                  | بريطانيا العظمى  | ذهبية · ذهبية · ذهبية · ذهبية · ذهبية                 | 100 متر سباحة على الظهر للسيدات S14 200 متر سباحة حرة للسيدات S14 مختلط 4 × 100 متر تتابع حر S14 مختلط 4 × 100 متر تتابع متنوع S14 200 متر فردي متنوع للسيدات SM14                                                                       |
| زينيا بالازو ‏                 | إيطاليا          | ذهبية · ذهبية · ذهبية · ذهبية · فضية · فضية           | مختلط 4 × 100 متر تتابع حر 34 نقطة 100 متر سباحة على الظهر للسيدات S8 100 متر سباحة حرة للسيدات S8 200 متر فردي متنوع للسيدات SM8 50 متر سباحة حرة للسيدات S8 400 متر سباحة حرة للسيدات S8                                               |
| تانيا شولز ‏                   | ألمانيا          | ذهبية · ذهبية · ذهبية · فضية · فضية                   | 100 متر سباحة حرة للسيدات S4 200 متر سباحة حرة للسيدات S4 50 متر سباحة حرة للسيدات S4 سباق 150 متر فردي متنوع للسيدات SM3 50 متر سباحة على الظهر للسيدات S4                                                                              |
| ماكنزي كوان ‏                  | الولايات المتحدة | ذهبية · ذهبية · ذهبية · فضية · برونزية                | 100 متر سباحة حرة للسيدات S7 400 متر سباحة حرة للسيدات S7 50 متر سباحة حرة للسيدات S7 مختلط 4 × 100 متر تتابع حر 34 نقطة 100 متر سباحة على الظهر للسيدات S7                                                                              |
| ليزا كروجر ‏                   | هولندا           | ذهبية · ذهبية · ذهبية · برونزية · برونزية             | سباحة الصدر 100 متر للسيدات SB9 100 متر سباحة فراشة للسيدات S10 200 متر فردي متنوع للسيدات SM10 100 متر سباحة حرة للسيدات S10 مختلط 4 × 100 متر تتابع متنوع 34 نقطة                                                                      |
| مايسي سامرز نيوتن ‏            | بريطانيا العظمى  | ذهبية · ذهبية · ذهبية                                 | سباحة الصدر 100 متر للسيدات SB6 200 متر فردي متنوع للسيدات SM6 400 متر سباحة حرة للسيدات S6 |
| تولي كيرني ‏                   | بريطانيا العظمى  | ذهبية · ذهبية · ذهبية                                 | 50 متر سباحة حرة للسيدات S5 100 متر سباحة حرة للسيدات S5 200 متر سباحة حرة للسيدات S5 |
| أناستازيا باغونيس ‏            | الولايات المتحدة | ذهبية · ذهبية · ذهبية                                 | 100 متر سباحة حرة للسيدات S11 200 متر فردي متنوع سيدات SM11 400 متر سباحة حرة للسيدات S11 |
| جيا بيرغوليني ‏                | الولايات المتحدة | ذهبية · ذهبية · فضية · فضية · برونزية                 | 100 متر سباحة على الظهر للسيدات S13 100 متر سباحة حرة للسيدات S13 100 متر سباحة فراشة للسيدات S13 50 متر سباحة حرة للسيدات S13 سباق 200 متر فردي متنوع للسيدات SM13                                                                      |
| مونيكا بوجيوني ‏               | إيطاليا          | ذهبية · فضية · فضية · برونزية · برونزية · برونزية     | 200 متر فردي متنوع للسيدات SM5 سباحة الصدر 100 متر للسيدات SB4 مختلط 4 × 50 متر تتابع متنوع 20 نقطة سباحة على الظهر 50 متر للسيدات S5 50 متر سباحة حرة للسيدات S5 مختلط 4 × 50 متر تتابع حر 20 نقطة                                      |

## جدول الميداليات
جدول الميداليات حتى اليوم السابع 
  *   البلد المضيف ( POR)
| المرتبة | فريق    | ذهبية | فضية | برونزية | المجموع |
| ------- | ------- | ----- | ---- | ------- | ------- |
| 1       | ITA     | 27    | 24   | 13      | 64      |
| 2       | USA     | 24    | 9    | 7       | 40      |
| 3       | BRA     | 19    | 10   | 24      | 53      |
| 4       | GBR     | 17    | 13   | 8       | 38      |
| 5       | UKR     | 13    | 10   | 13      | 36      |
| 6       | NED     | 8     | 7    | 6       | 21      |
| 7       | AUS     | 7     | 15   | 9       | 31      |
| 8       | ESP     | 7     | 11   | 11      | 29      |
| 9       | COL     | 6     | 9    | 3       | 18      |
| 10      | MEX     | 6     | 6    | 13      | 25      |
| 11      | CAN     | 6     | 5    | 7       | 18      |
| 12      | GER     | 4     | 6    | 4       | 14      |
| 13      | HUN     | 4     | 3    | 2       | 9       |
| 14      | JPN     | 3     | 5    | 12      | 20      |
| 15      | GRE     | 3     | 3    | 1       | 7       |
| 16      | AZE     | 3     | 2    | 0       | 5       |
| 17      | ISR     | 3     | 1    | 1       | 5       |
| 18      | FRA     | 2     | 8    | 2       | 12      |
| 19      | SGP     | 2     | 1    | 0       | 3       |
| 20      | CYP     | 2     | 0    | 0       | 2       |
| 21      | NZL     | 1     | 4    | 0       | 5       |
| 22      | ARG     | 1     | 3    | 4       | 8       |
| 23      | TUR     | 1     | 2    | 2       | 5       |
| 24      | CHI     | 1     | 2    | 1       | 4       |
| 25      | CRO     | 1     | 0    | 0       | 1       |
| 25      | CZE     | 1     | 0    | 0       | 1       |
| 27      | POL     | 0     | 2    | 3       | 5       |
| 28      | RSA     | 0     | 2    | 2       | 4       |
| 29      | IRL     | 0     | 1    | 4       | 5       |
| 30      | SUI     | 0     | 1    | 2       | 3       |
| 30      | UZB     | 0     | 1    | 2       | 3       |
| 30      | KAZ     | 0     | 1    | 2       | 3       |
| 30      | POR*    | 0     | 1    | 2       | 3       |
| 34      | LTU     | 0     | 1    | 1       | 2       |
| 34      | AUT     | 0     | 1    | 1       | 2       |
| 36      | ISL     | 0     | 1    | 0       | 1       |
| 36      | NOR     | 0     | 1    | 0       | 1       |
| 36      | KOR     | 0     | 1    | 0       | 1       |
| 39      | DEN     | 0     | 0    | 2       | 2       |
| 39      | SVK     | 0     | 0    | 2       | 2       |
| 41      | EGY     | 0     | 0    | 1       | 1       |
| 41      | MAS     | 0     | 0    | 1       | 1       |
| 41      | BEL     | 0     | 0    | 1       | 1       |
| المجموع | المجموع | 172   | 173  | 169     | 514     |

## الروابط الخارجية
- كتاب نتائج بطولة العالم للسباحة البارالمبية ماديرا 2022